# Catocala carlota
Catocala carlota là một loài bướm đêm trong họ Erebidae.